# جون إف. توبين
جون إف. توبين (بالإنجليزية: John F. Tobin)‏ هو محامي أمريكي، ولد في 1880 في ماكوم في الولايات المتحدة، وتوفي في 27 أكتوبر 1954 في مدينة سولت ليك في الولايات المتحدة.